# 9445 Charpentier
9445 Charpentier è un asteroide della fascia principale. Scoperto nel 1997, presenta un'orbita caratterizzata da un semiasse maggiore pari a 2,3387239 UA e da un'eccentricità di 0,1346975, inclinata di 2,07582° rispetto all'eclittica.